# Čopasta sinica
Čopasta sinica (znanstveno ime Lophophanes cristatus, prej Parus cristatus) je ptica pevka iz družine sinic (Paridae).

## Telesne značilnosti
Čopasta sinica je velika 11–12 cm z razponom peruti od 17 do 20 cm in okvirno težo 10-13 g. Zgoraj je rjavo-sive barve, spodaj pa je belkasta, perje okoli vratu je črne barve. Ima kratek in črn kljun in rjavo-olivne noge, najbolj pa je prepoznavna po značilnem belo-črnem koničastem čopu na glavi. Mladiči so bolj rjavi in nimajo tako koničastega čopa ter črnega ovratnika.

## Gnezdenje
Gnezdi v duplu, ki si ga izdolbe sama v trhel, od gliv načet les. Samica znese od 4-8 belih jajc z rdečo-vijoličnimi pegami, velikosti 16x13 mm, vali pa 13-16 dni. Mladiči, ki so gnezdomci in valjenci, poletijo v 17-21 dneh. Ima le en zarod v času od meseca aprila do maja.

## Življenjski prostor in navade
Habitat čopaste sinice obsega večinoma le iglaste in mešane gozdove zahodnega Palearktika, pa tudi gorovje Ural. Evropsko populacijo ocenjujejo na več kot 6,1 milijonov gnezditvenih parov, od tega jih je največ v Rusiji, Španiji in Franciji. V osrednji in severni Sloveniji je splošno razširjena, vendar nikjer ne dosega velikih gnezditvenih gostot. Biva tudi v parkih in vrtovih.
Prezimi na gnezditvenem območju, pogosto v paru, ki neredko ostane skupaj vse življenje, ali pa se pridruži mešanim klateškim jatam drugih sinic. V nasprotju z drugimi sinicami je pevski nabor čopaste sinice zelo skromen z zanjo značilnim mehkim trilčkom. Aktivna je le podnevi.

### Prehrana
Tako kot druge sinice se večinoma prehranjuje z žuželkami, pajki, majhnimi polži in semeni na tleh in v nižjih predelih borovih gozdov. Na krmilnico prihaja razmeroma redko.